# 군산우체국
군산우체국(群山郵遞局)은 과학기술정보통신부 우정사업본부 전북지방우정청 소속의 우편물 취급기관이다.

## 연혁
- 1899년 7월 22일: 대한제국에 의해 옥구우체사 개사[1]
- 1899년 11월 11일: 일본 제국에 의해 목포우편국 군산출장소 개소
- 1901년 2월 25일: 군산출장소가 군산우편국으로 승격
- 1905년 2월 11일: 일본 제국에 의해 군산대야우편소 개소
- 1905년 4월 1일: 한일통신협정에 의해 옥구우체사와 군산우편국이 통합
- 1906년 7월 29일: 군산우편국 청사신축 이전[2]
- 1908년 9월 26일: 군산경암동우편소 개소
- 1910년 7월 16일: 군산임피우편소 개소
- 1942년 3월 16일: 군산옥서우편소 개소
- 1950년 1월 12일: 대한민국 정부수립 후 군산우체국으로 개칭
- 1950년 8월 13일: 한국 전쟁 공습으로 인해 청사 파괴 및 소실
- 1950년 10월 10일: 한국 전쟁으로 인해 파괴된 청사를 구 미나카이백화점으로 이전
- 1963년 12월 15일: 군산개정우체국 개국
- 1964년 8월 15일: 군산성산우체국 개국
- 1964년 10월 15일: 군산산북동우체국 개국
- 1964년 10월 15일: 군산서수우체국 개국
- 1964년 10월 25일: 군산회현우체국 개국
- 1964년 11월 15일: 군산옥산우체국 개국
- 1966년 10월 15일: 군산나포우체국 개국
- 1984년 9월 1일: 군산문화동우체국 개국
- 1985년 12월 16일: 군산세종우편취급소 개소
- 1988년 11년 10일: 호원대우체국 개국
- 1988년 11월 25일: 군산어청도우체국 개국
- 1989년 7월 5일: 군산선유도우체국 개국
- 1992년 12월 1일: 군산나운동우체국 개국
- 1994년 4월 12일: 구 미나카이백화점 자리에 군산우체국 청사 신축
- 1994년 12월 26일: 군산조촌동우체국 개국
- 1995년 12월 20일: 군산나운2동우체국 개국
- 1996년 12월 9일: 군산지원우체국 개국
- 1997년 11월 3일: 군산소룡동우체국 개국
- 1998년 12월 7일: 군산지곡동우체국 개국
- 2001년 7월 2일: 군산축동우편취급소 신설[3]
- 2003년 11월 17일: 군산옥구우체국 개국
- 2008년 9월 23일: 군산자유무역관리원출장소 개소
- 2009년 1월 2일: 군산대학교출장소 개소
- 2011년 12월 5일: 군산산업단지우체국 개국
- 2014년 1월 1일: 우편구역을 다음과 같이 고시[4]

| 배달국             | 배달구역 | 구역번호 |
| ------------------ | --- | --- |
| 군산우체국         | 군산시 동지역, 옥구읍 · 옥도면 (단, 개사동 · 내초동 · 산북동 · 신관동 · 비응도동 · 오식도동, 옥도면 어청도리 · 선유도리 · 무녀도리 · 장자도리 · 야미도리 · 비안도리 · 두리도리 제외, 비안도리 · 두리도리는 부안변산우체국에서 배달) | 54000, 54004 54006 ~ 54045 54067 ~ 54158 54171 ~ 54172 (단, 54000은 어청도리 · 선유도리 · 무녀도리 · 장자도리 · 야미도리 · 비안도리 · 두리도리 제외, 54004는 오식도동 제외, 54045는 내흥동만 포함, 54070은 개정면 제외, 54109 ~ 54110은 옥산면 제외, 54150은 산북동 제외, 54157은 개사동 제외, 54158은 내초동 제외, 54172는 옥산면 제외) |
| 군산대야우체국     | 대야면 · 개정면 · 나포면 · 성산면 · 서수면 · 옥산면 · 임피면 · 회현면 | 54045 ~ 54066 54070 54109 ~ 54110 54172 ~ 54179 (54045는 내흥동 제외, 54070은 개정면 지역만, 54109 ~ 54110, 54172는 옥산면 지역만 포함) |
| 군산산업단지우체국 | 개사동 · 내초동 · 산북동 · 신관동 · 비응도동 · 오식도동, 옥서면, 옥도면 야미도리 | 54000 ~ 54005 54150 54157 ~ 54170 (54000은 야미도리 지역만, 54004는 오식도동 지역만, 54150은 산북동 지역만, 54157은 개사동 지역만, 54158은 내초동 지역만 포함) |
| 군산어청도우체국   | 옥도면 어청도리 | 54000 (단, 54000 중 어청도리 지역만 포함) |
| 군산선유도우체국   | 옥도면 선유도리 · 무녀도리 · 장자도리 | 54000 (단, 54000 중 선유도리 · 무녀도리 · 장자도리 지역만 포함) |

- 2014년 7월 4일: 군산대학교출장소, 호원대학교출장소 폐국[5]
- 2014년 10월 21일: 군산세종우편취급국의 우편환·대체업무 폐지[6]
- 2014년 7월 7일: 군산대학교우편취급국 설치[7]
- 2016년 9월 1일: 군산옥서우체국, 군산어청도우체국, 군산선유도우체국 점심시간 휴무 시행[8]
- 2016년 12월 23일: 군산수송동우체국 신설로 인해 군산산북동우체국 업무를 군산소룡동우체국으로 이관하고 폐국[9]
- 2016년 12월 26일: 군산수송동우체국 신설 개국[9]
- 2017년 10월 20일: 군산임피우체국 점심시간 휴무 시행[10]

## 관할 우체국
| 우체국명                 | 사진 | 주소                                                                | 비고                                        |
| ------------------------ | ---- | ------------------------------------------------------------------- | ------------------------------------------- |
| 군산개정우체국           |      | 전북특별자치도 군산시 개정면 아동남로 29                            | 별정우체국 1963년 12월 15일 개소            |
| 군산경암동우체국         |      | 전북특별자치도 군산시 해망로 38 (경암동)                            | 1908년 9월 26일 개소                        |
| 군산나운2동우체국        |      | 전북특별자치도 군산시 백토로 111 (나운2동)                          | 1995년 12월 20일 개소                       |
| 군산나운동우체국         |      | 전북특별자치도 군산시 공단대로 400 (나운동)                         | 1992년 12월 1일 개소                        |
| 군산나포우체국           |      | 전북특별자치도 군산시 나포면 십자들로 648                           | 별정우체국 1966년 10월 15일 개소            |
| 군산대야우체국           |      | 전북특별자치도 군산시 대야면 번영로 883                             | 1905년 2월 11일 개소                        |
| 군산대학교출장소         |      | 전북특별자치도 군산시 대학로 558 (미룡동)                           | 2009년 1월 2일 신설 2014년 7월 4일 폐국     |
| 군산대학교우편취급국     |      | 전북특별자치도 군산시 대학로 558 (미룡동 군산대학교 두드림센터 1층) | 2014년 7월 7일 신설                         |
| 군산문화동우체국         |      | 전북특별자치도 군산시 팔마로 14 (문화동)                            | 1984년 9월 1일 개소                         |
| 군산산북동우체국         |      | 전북특별자치도 군산시 문창2길 8 (산북동)                            | 1964년 10월 15일 개소 2016년 12월 23일 폐국 |
| 군산산업단지우체국       |      | 전북특별자치도 군산시 요죽3길 14 (오식도동)                         | 2011년 12월 5일 신설                        |
| 군산서수우체국           |      | 전북특별자치도 군산시 서수면 항쟁로 208                             | 별정우체국 1964년 10월 15일 개소            |
| 군산선유도우체국         |      | 전북특별자치도 군산시 옥도면 선유북길 69                            | 1989년 7월 5일 개소 점심시간 휴무 시행      |
| 군산성산우체국           |      | 전북특별자치도 군산시 성산면 동군산로 52                            | 별정우체국 1964년 8월 15일 개소             |
| 군산세종우편취급국       |      | 전북특별자치도 군산시 백릉로 162 (조촌동)                           | 1985년 12월 16일 개소                       |
| 군산소룡동우체국         |      | 전북특별자치도 군산시 공항로 89 (소룡동)                            | 1997년 11월 3일 개소                        |
| 군산수송동우체국         |      | 전북특별자치도 군산시 월명로 211 (수송동)                           | 2016년 12월 26일 신설                       |
| 군산어청도우체국         |      | 전북특별자치도 군산시 옥도면 어청도길 49-2                          | 1988년 11월 25일 개소 점심시간 휴무 시행    |
| 군산옥구우체국           |      | 전북특별자치도 군산시 옥구읍 상평로 17                              | 2003년 11월 17일 신설                       |
| 군산옥산우체국           |      | 전북특별자치도 군산시 옥산면 산성로 227                             | 별정우체국 1964년 11월 15일 개소            |
| 군산옥서우체국           |      | 전북특별자치도 군산시 옥서면 원성산1길 28                           | 1942년 3월 16일 개소 점심시간 휴무 시행     |
| 군산임피우체국           |      | 전북특별자치도 군산시 임피면 동군산로 683                           | 1910년 7월 16일 개소 점심시간 휴무 시행     |
| 군산자유무역관리원출장소 |      | 전북특별자치도 군산시 오식도동 513                                  | 2008년 9월 23일 신설 2011년 11월 30일 폐국  |
| 군산조촌동우체국         |      | 전북특별자치도 군산시 조촌로 13 (조촌동)                            | 1994년 12월 26일 개소                       |
| 군산지곡동우체국         |      | 전북특별자치도 군산시 백토로 227 (지곡동)                           | 1998년 12월 7일 개소                        |
| 군산축동우편취급소       |      | 전북특별자치도 군산시 수송동 77-119                                 | 2001년 7월 2일 신설                         |
| 군산회현우체국           |      | 전북특별자치도 군산시 회현면 대위로 431                             | 1964년 10월 25일 개소                       |
| 전주지법군산지원우체국   |      | 전북특별자치도 군산시 법원로 68 (조촌동)                            | 1996년 12월 9일 개소                        |
| 호원대우체국             |      | 전북특별자치도 군산시 임피면 월하리 727                             | 1988년 11년 10일 개소                       |
| 호원대학교출장소         |      | 전북특별자치도 군산시 임피면 호원대3길 64                           | 2014년 7월 4일 폐국                         |